# Michael Cudlitz
Michael Cudlitz (sinh ngày 29 tháng 12 năm 1964) là một nam diễn viên người Mỹ.

## Danh sách phim

### Điện ảnh
| Năm  | Tên                         | Vai                       | Ghi chú |
| ---- | --------------------------- | ------------------------- | ------- |
| 1992 | A River Runs Through It     | Chub                      |         |
| 1993 | Dragon: The Bruce Lee Story | Tad Overton               |         |
| 1993 | The Liars' Club             | Jimbo                     |         |
| 1996 | Savage                      | Spillane                  |         |
| 1996 | Follow the Bitch            | Ty                        |         |
| 1996 | D3: The Mighty Ducks        | Cole                      |         |
| 1997 | Grosse Pointe Blank         | Bob Destepello            |         |
| 1998 | The Negotiator              | Palermo                   |         |
| 1999 | Forces of Nature            | Bartender                 |         |
| 1999 | Live Virgin                 | Bob                       |         |
| 2000 | A Question of Faith         | James                     |         |
| 2000 | Lured Innocence             | Harry Kravitz             |         |
| 2003 | Welcome to the Neighborhood | George                    |         |
| 2006 | Running Scared              | Sal 'Gummy Bear' Franzone |         |
| 2008 | Sex Drive                   | Rick                      |         |
| 2008 | Tenure                      | Tim                       |         |
| 2009 | Surrogates                  | Colonel Brendan           |         |
| 2009 | Stolen                      | Jonas                     |         |
| 2011 | Satin                       | Kip Tanner                |         |
| 2011 | Inside Out                  | Detective Calgrove        |         |
| 2012 | Rogue River                 |                           |         |
| 2013 | Dark Tourist                |                           |         |
| 2013 | Pawn Shop Chronicles        | Ben                       |         |
| 2013 | Cesar Chavez                |                           |         |
| 2017 | The Trustee                 |                           |         |